# Beaulieu (Hérault)

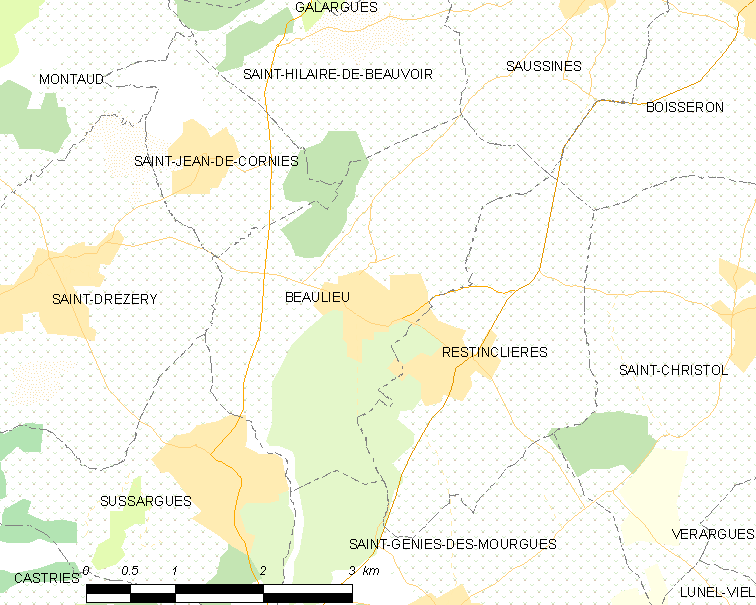
Mapa

 Beaulieu  es una población y comuna francesa, situada en la región de Occitania, departamento de Hérault, en el distrito de Montpellier y cantón del Crès.

## Demografía
| 424 | 508 | 556 | 739 | 921 | 1400 | 1676 |
| Para los censos de 1962 a 1999 la población legal corresponde a la población sin duplicidades (Fuente: INSEE [Consultar]) |     |     |     |     |      |      |